# Manettia skutchii
Manettia skutchii är en måreväxtart som beskrevs av Paul Carpenter Standley. Manettia skutchii ingår i släktet Manettia och familjen måreväxter. IUCN kategoriserar arten globalt som starkt hotad.
Artens utbredningsområde är Ecuador. Inga underarter finns listade i Catalogue of Life.